# Gorodiszcze (rejon diemidowski)
Gorodiszcze (ros. Городище) – wieś (ros. деревня, trb. dieriewnia) w zachodniej Rosji, w osiedlu wiejskim Zaborjewskoje rejonu diemidowskiego w obwodzie smoleńskim.

## Geografia
Miejscowość położona jest nad jeziorem Gorodiszcze, 2 km od drogi regionalnej 66N-0510 (Koriewo – Worobji – Prżewalskoje – Pogołka), 24 km od drogi regionalnej 66N-0508 (Zaborje – Anosinki), 19 km od drogi regionalnej 66N-0504 (66K-11 – Prżewalskoje), 24 km od centrum administracyjnego osiedla wiejskiego (Zaborje), 30 km od centrum administracyjnego rejonu (Diemidow), 64,5 km od stolicy obwodu (Smoleńsk), 67 km od granicy z Białorusią.
W granicach miejscowości znajdują się ulice: Nabierieżnaja, Oziornaja.

## Demografia
W 2010 r. miejscowość zamieszkiwało 15 osób.